# Verchères (Bas-Canada)
Pour les articles homonymes, voir Verchères (homonymie).
Verchères (désigné Surrey jusqu'en 1829) est un district électoral de la Chambre d'assemblée du Bas-Canada ayant existé de 1792 à 1838.

## Histoire
Son territoire correspond à la rive sud du fleuve Saint-Laurent de la limite de Boucherville à l'embouchure du Richelieu, et la rive ouest du bas Richelieu: partie de Saint-Ours, Contrecœur, Verchères, Varennes, Saint-Antoine, Belœil.
Surrey est l'un des 27 districts électoraux instaurés lors de la création du Bas-Canada par l'Acte constitutionnel de 1791. Il s'agit d'un district représenté conjointement par deux députés. Il est traditionnellement remporté par les canadiens nationalistes et patriotes. En 1829, le district de Surrey est francisé Verchères. Il est suspendu de 1838 à 1841 en raison de la Rébellion des Patriotes. À partir de 1841, le district est conservé au sein du Parlement de la province du Canada.

## Liste des députés

### Siègeno1
| Années | Années      | Député                  | Parti    |
| ------ | ----------- | ----------------------- | -------- |
|        | 1792 - 1796 | François Malhiot        | Canadien |
|        | 1796 - 1800 | Olivier Durocher        | Canadien |
|        | 1800 - 1804 | François Lévesque       | Canadien |
|        | 1804 - 1808 | Jacques Cartier         | Canadien |
|        | 1808 - 1809 | Jacques Cartier         | Canadien |
|        | 1810 - 1812 | Pierre-Stanislas Bédard | Canadien |
|        | 1813 - 1814 | Pierre Amiot            | Canadien |
|        | 1814 - 1816 | Pierre Amiot            | Canadien |
|        | 1816 - 1820 | Pierre Amiot            | Canadien |
|        | 1820 - 1820 | Pierre Amiot            | Canadien |
|        | 1820 - 1824 | Pierre Amiot            | Canadien |
|        | 1824 - 1827 | Pierre Amiot            | Canadien |
|        | 1827 - 1830 | Pierre Amiot            | Patriote |
|        | 1830 - 1834 | Pierre Amiot            | Patriote |
|        | 1834 - 1838 | Pierre Amiot            | Patriote |

### Siègeno2
| Années | Années      | Député                       | Parti       |
| ------ | ----------- | ---------------------------- | ----------- |
|        | 1792 - 1796 | Chevalier de Rocheblave      | Canadien    |
|        | 1796 - 1800 | Chevalier de Rocheblave      | Canadien    |
|        | 1800 - 1802 | Chevalier de Rocheblave      | Canadien    |
|        | 1802 - 1804 | Alexis Caron                 | Indépendant |
|        | 1804 - 1805 | Noël de Rastel de Rocheblave | Indépendant |
|        | 1808 - 1809 | Paschal Chagnon              | Canadien    |
|        | 1809 - 1810 | Joseph Beauchamp             | Canadien    |
|        | 1810 - 1814 | Joseph Bédard                | Canadien    |
|        | 1814 - 1816 | Étienne Duchesnois           | Canadien    |
|        | 1816 - 1820 | Étienne Duchesnois           | Canadien    |
|        | 1820 - 1820 | Étienne Duchesnois           | Canadien    |
|        | 1820 - 1824 | Étienne Duchesnois           | Canadien    |
|        | 1824 - 1827 | Aignan-Aimé Massue           | Canadien    |
|        | 1827 - 1828 | Louis-Joseph Papineau        | Patriote    |
|        | 1828 - 1830 | François-Xavier Malhiot      | Patriote    |
|        | 1830 - 1832 | François-Xavier Malhiot      | Patriote    |
|        | 1832 - 1834 | Joseph-Toussaint Drolet      | Patriote    |
|        | 1834 - 1838 | Joseph-Toussaint Drolet      | Patriote    |